# Saints Row IV
Saints Row IV – przygodowa gra akcji z otwartym światem stworzona przez Volition i wydana przez Deep Silver. Jej premiera nastąpiła w sierpniu 2013 roku na platformy Windows, PlayStation 3 i Xbox 360. Jest czwartą częścią serii Saints Row i kontynuacją gry Saints Row: The Third z 2011 roku. Podobnie jak w poprzednich odsłonach gracz kontroluje przywódcę gangu Świętych z Trzeciej Ulicy, który teraz został prezydentem Stanów Zjednoczonych. Akcja produkcji ponownie dzieje się w fikcyjnym mieście Steelport znanym z The Third, które zostało przeprojektowane na retrofuturystyczą dystopię. Fabuła rozgrywa się kilka lat po wydarzeniach z poprzedniczki, a głównym zagrożeniem są obcy.
Wydanie dodatku Saints Row: Gat out of Hell zostało zaplanowane na styczeń 2015 roku.

## Fabuła
Pięć lat po wydarzeniach z Saints Row: The Third przywódca Świętych z Trzeciej Ulicy zostaje wybrany na prezydenta Stanów Zjednoczonych. Niedługo potem następuje inwazja kosmitów, a główny bohater z innymi Świętymi zostaje przez nich porwany i przeniesiony do wirtualnej wersji Steelport, gdzie może używać supermocy. Gracz ma za zadanie uwolnić swoich kompanów i razem z nimi walczyć z obcym imperium Zin i ich wodzem Zinyakiem.

## Odbiór
Saints Row IV otrzymała głównie pozytywne opinie krytyków. W agregatorze Metacritic jest najwyżej ocenianą odsłoną serii Saints Row. Jako główne zalety produkcji wymieniane są szalony humor, długa kampania, możliwość używania super mocy i duży świat gry, natomiast za wady uznano powtarzalność niektórych zadań, monotonne środowisko i nieco przestarzałą oprawę graficzną.